# Драгана Кожан
Драгана Кожан (Панчево,  3. новембар 1983) српски је новинар, професор италијанског језика и књижевности, дигитал маркетинг менаџер, фотограф и оснивач и главни и одговорни уредник портала Здраво Панчево.

## Биографија
Рођена је 3. новембра 1983. у Панчеву. Завршила је друштвени смер Гимназије „Урош Предић” 2002. и дипломирала италијански језик и књижевност на Филолошком факултету Универзитета у Београду 2008. године. Завршила је семинар „Новинарска етика у онлајн медијима и смернице за примену Кодекса новинара Србије у онлајн медијима” 2017, обуку о извештавању о насиљу у породици и насиљу над женама, радионице „Истраживачко новинарство” и „Извештавање о корупцији” 2018, „Унапређење професионалних и етичких стандарда за родно осетљиво извештавање – без родних стереотипа и сензационализма у медијским садржајима” 2019, радионицу о ауторским правима, тренинг „Медији за младе”, Copy радионицу – школу копирајтинга 2020, семинар о дигиталним алатима за веродостојно извештавање, проверу чињеница и визуализацију 2021, вебинар „Фотографија у медијима” 2022. и обуку из области дигиталног маркетинга.
Радила је у Панчевцу као хонорарни новинар–сарадник 2003—2008, сталнозапослени новинар–уредник 2008—2011, генерални директор 2011—2015. и заменик директора и новинар уредник 2015—1. априла 2023, у компанији „Color Media International” Нови Сад као спољни сарадник на изради магазина „Храна као лек”, „Лековито биље” и „Травар и пчелар”, а у неколико наврата и „Лепота и здравље” 2017—априла 2023, у организацији „Спортске игре младих” као новинар тима односа са јавношћу Дунав осигурања и аутор текстова на порталу 2018—2021, у ФК Железничар Панчево као копирајтинг, дизајнер и члан тима односа са јавношћу од 2022. и на Бијеналу уметничког дечјег израза као координатор БУДИ редакције 2023. године.
Једна је од оснивача и председница Удружења „Панчевачки омладински центар” 2014. Главни и одговорни уредник је интернет портала Здраво Панчево који је уписан у Регистар медија 21. јануара 2020, а чији је издавач Удружење „Панчевачки омладински центар“.
Редитељка је представа „Неко сасвим трећи” 2021. и „Голуб” 2022. у којима глуме глуви и наглуви чланови Међуопштинске организације глувих и наглувих Панчево. Ауторка је и координаторка разних пројеката, неки од њих су „Панчевачка омладинска мрежа” 2014, „Реци НЕ насиљу и дискриминацији, реци ДА толеранцији” 2015, „По културу аутобусом” и Онлајн саветовалиште за младе „Са психологом на ти” 2021, „Тишином ћу ти рећи” 2021. и 2022, „За здраво Панчево” 2021, „Најбоље из Ковина”, „Најбоље из Панчева” и Саветовалиште за младе „Моје место” 2022. Добитница је награде „Цвет једнакости” за најбољи прилог на интернету 2022. коју традиционално додељује Удружење дистрофичара Златиборског округа Ужице у оквиру манифестације „Кикини дани”. Награђени текст „Глуп си! Мутава си! – Дневник увреда упућених глувим лицима у Србији” је објављен на порталу Здраво Панчево и настао је у оквиру пројекта „Тишином ћу ти рећи” који је финансијски подржао Покрајински секретаријат за културу, јавно информисање и односе с верским заједницама. Године 2023. је била и чланица жирија новинарског конкурса „Цвет једнакости”. Има ћерку Луну, говори енглески, италијански и словачки језик.